# 王锡 (刘宋)
王锡（5世紀—？），字寡光，琅邪临沂人，王导玄孙，王弘之子，王僧达的哥哥。王弘死后，王锡承袭为华容县公，王锡质实木讷缺乏风采，少年时以宰相之子被征召为员外散骑，历任清高体面的职位，为中书郎、太子左卫率、江夏内史，高官厚遇。太尉江夏王刘义恭主持政务的时候，王锡箕踞而坐，几乎没有敬意。王锡与弟弟王僧达不和，他们的母亲去世时，王锡从临海郡罢官返回，带来别人赠送办丧事的财物和俸禄有一百万以上，王僧达让奴仆一夜之间全拉回去了。王锡死后，其子王僧亮承袭为华容县公。另一子王僧衍则官至侍中。

## 延伸阅读
[在维基数据编辑]
 《宋書·卷42》，出自沈约《宋书》